# Saint-Bonnet
Saint-Bonnet è un comune francese di 380 abitanti situato nel dipartimento della Charente, nella regione della Nuova Aquitania.

## Società

### Evoluzione demografica
Abitanti censiti

## Amministrazione

### Gemellaggi
- Oriolo Romano